# Convento de las Agustinas Calzadas (Toledo)
El convento de las Agustinas Calzadas de la ciudad española de Toledo se estructura en torno a un pequeño patio que actúa como elemento distribuidor; consta de una serie de dependencias, funcionalmente concebidas para la vida de sus moradoras, yuxtapuestas unas a otras. Corresponde, básicamente, a adaptaciones hechas hacia mediados del siglo XVIII, contando con algunas instalaciones anteriores, y costeadas por el cardenal Luis Fernández de Córdoba, conde de Teba y arzobispo de Toledo entre 1755 y 1771. 

## Descripción e historia
La iglesia conventual se encarga construir en 1646, al maestro de obras Diego Benavides, según las trazas y condiciones del arquitecto fray Lorenzo de San Nicolás. Diez años después, en 1656, y con un notorio retraso de las obras, se opta por la simplificación del proyecto original, actuando ahora como tracista Benavides y encargándose de realizar los trabajos el maestro toledano Juan de Herrera. Se prescinde de las capillas laterales, de la cúpula y del pórtico de acceso a la iglesia, que había diseñado fray Lorenzo de San Nicolás. 
El templo consta de una nave rectangular y dividida en cuatro tramos, y presbiterio que, con su base mayor hacia el cuerpo de la iglesia, marca en planta un trapecio. Tiene coro en alto a los pies, que se prolonga lateralmente en sendas galerías. El presbiterio tiene, del lado de la epístola, una pequeña sacristía cuadrangular, en tanto que, del lado del evangelio, se sitúa el coro bajo de las monjas. El jaharrado de todas las paredes y bóvedas presta amplitud visual e iluminación a un interior que carece de ambas. La articulación de los alzados se realiza mediante pilastras toscanas, sobre las que corre el correspondiente entablamento, cuyo friso presenta triglifos y metopas con decoración de rosetas. La nave tiene una bóveda de medio cañón, fajado con lunetos, toda cubierta de yeserías decorativas que, a partir de unos escudos, dibujan una red mixtilínea con una gran libertad de diseño. La capilla mayor queda cubierta, en el cuarto de esfera de su bóveda, con una gran venera de estuco, espléndido colofón de toda la labor de yeserías del templo. 
El paso de la nave a la capilla mayor se efectúa sin solución de continuidad, lo que potencia el valor plástico de la venera comentada y del lienzo de Francisco Rizi, que actúa como retablo principal. 
Exteriormente es una construcción bastante alta, con varios edificios adosados, ajenos al convento. Los paramentos son de ladrillo visto y rafas de mampostería, todo ello dispuesto sobre un zócalo de sillares de piedra. Presenta una portada en piedra, adintelada, de extrema sencillez.

## Fuente
- Este artículo incluye contenido derivado de una disposición relativa al proceso de protección, incoación o declaración de un bien cultural o natural publicada en el BOE n.º 272 el 11 de noviembre de 1996 (texto), el cual está libre de restricciones conocidas en virtud del derecho de autor de conformidad con lo dispuesto en el artículo 13 de la Ley de Propiedad Intelectual española.